# Massimo Ornatelli
Massimo Ornatelli (* 17. Januar 1986 in Dortmund) ist ein italienischer Fußballspieler.

## Karriere
Massimo Ornatellis Vater kam aus Italien nach Dortmund, um als Koch in der Gastronomie zu arbeiten. Massimo wurde dort 1986 geboren und ist italienischer Staatsbürger.
Das Fußballspielen begann er beim TSC Eintracht und dann bei Borussia Dortmund. Bei den Borussen blieb er bis zur U-19 und wurde in seinem letzten Jugendjahr auch mehrmals in der U-23 in der Regionalliga Nord eingesetzt.
Danach wechselte er zu Arminia Bielefeld, für die er zwei Jahre lang in der zweiten Mannschaft in der Oberliga Westfalen spielte. Er wurde zwar regelmäßig eingesetzt, aber erst am Ende kam er einmal mehrere Spieltage am Stück über 90 Minuten zum Einsatz.
2007 ging er zum Ligakonkurrenten Preußen Münster. Auch dort war Ornatelli anfangs oft nur Einwechselspieler, im Saisonendspurt stand er aber immer in der Startaufstellung und wurde mit dem SCP Meister. In den folgenden drei Jahren war er Stammspieler in der Regionalliga. In der Saison 2010/11 absolvierte er sein 100. Ligaspiel für die Münsteraner. Nachdem er von Trainer Marc Fascher eine Rolle im offensiven Mittelfeld zugewiesen bekommen hatte, wurde er zum zentralen Spielgestalter. Mit einer Serie von neun Siegen in Folge sicherte sich das Team mit großem Vorsprung Platz eins und den Aufstieg in die 3. Liga. Beim 3:0 über den FC 08 Homburg erzielte der Italiener alle Tore und mit seinen acht Saisontoren war er zweitbester Torschütze des SCP hinter Babacar N’Diaye. Nach dem Aufstieg knüpfte Ornatelli in der 3. Liga nahtlos an die Vorsaison an. Nach dem Weggang anderer Spieler war er in seiner fünften Saison bei Preußen Münster der dienstälteste Spieler und mit 25 Jahren ein Schlüsselspieler und Publikumsliebling.
In der Sommerpause 2012 wechselte Ornatelli zum Zweitligisten SC Paderborn 07; er unterschrieb einen Zweijahresvertrag.
Am 26. Juli 2013 unterschrieb er einen Vertrag beim Drittligisten VfL Osnabrück.
Zur Saison 2016/17 wechselte er zum FSV Frankfurt.
Mit dem FSV verpasste Ornatelli jedoch den Klassenerhalt und schloss sich daraufhin erneut  der in der Regionalliga West spielenden U-23 von Borussia Dortmund an.

## Erfolge
- Aufstieg in die 3. Liga 2011 mit Preußen Münster
- Aufstieg in die Regionalliga West 2008 mit Preußen Münster